# Place Étienne-Esquirol
Pour les articles homonymes, voir Esquirol (homonymie).
La place Étienne-Esquirol (en occitan : plaça Estève Esquiròl) est une place de Toulouse, chef-lieu de la région Occitanie, dans le Midi de la France.
Avant l'aménagement de la place actuelle dans la deuxième moitié du XIXe siècle, ce n'était qu'une petite place resserrée, dominée par une église et une halle où se mesurait le blé vendu aux Toulousains. Cette « halle de la Pierre » se trouvait au cœur du quartier marchand, comme en témoignent les rues voisines – rues des Tourneurs, des Changes et des Filatiers. La vieille halle fut démolie en 1863 et remplacée par un marché couvert, démonté à son tour en 1892. Elle est pourtant restée une des principales places de la ville, parmi les plus animées et les plus fréquentées, important carrefour entre les rues Alsace-Lorraine et de Metz, les deux principales artères « haussmanniennes » de la Toulouse. Important lieu de passage, un parking souterrain et une station de métro sont implantés sous la place depuis 1993.

## Situation et accès

### Description
La place Étienne-Esquirol est une voie publique. Elle se trouve à la limite du quartier Capitole, au nord, et du quartier des Carmes, au sud. Elle appartient au site patrimonial remarquable de Toulouse.
Elle forme un rectangle presque régulier, d'une superficie de 6 400 m2 environ, long de 167 mètres et de 32 à 47 mètres de large. Elle est ouverte, à l'ouest et à l'est, sur la rue de Metz. Elle est limitée, à l'ouest, par la rue des Changes et, à l'est, par la rue d'Alsace-Lorraine. Elle est également traversée par la rue des Tourneurs et donne naissance, au nord, l'impasse Saint-Géraud.
La chaussée compte une voie de circulation automobile dans chaque sens, quoique la voie du côté pair soit réservée aux transports en commun. Elle appartient à une zone 30 et la vitesse y est limitée à 30 km/h. Il existe également une piste cyclable à double-sens.

### Voies rencontrées
La place Étienne-Esquirol rencontre les voies suivantes, dans l'ordre des numéros croissants (« g » indique que la rue se situe à gauche, « d » à droite) :
1. Rue de Metz
2. Rue des Changes
3. Impasse Saint-Géraud (g)
4. Rue des Tourneurs
5. Rue d'Alsace-Lorraine
6. Rue de Metz

### Transports
La place Étienne-Esquirol est un point important du réseau de transports en commun de Toulouse, Tisséo. La station de métro Esquirol, sur la ligne  du métro, se trouve sous la place. En surface, la place est desservie par la ligne de bus 44.
Il existe une station de vélos en libre-service VélôToulouse sur la place Étienne-Esquirol : la station no 10 (15 place Étienne-Esquirol).

## Odonymie
La place tient son nom de Jean-Étienne Esquirol (Toulouse, 1772-Paris, 1840), médecin aliéniste toulousain, considéré comme le père de l'organisation de la psychiatrie en France. Fils d'un négociant toulousain, Jean-Baptiste Esquirol, prieur de la bourse des marchands, élu capitoul en 1787,, il naît le 3 février 1773 dans une maison à l'emplacement de l'actuel no 9 de la place.

## Histoire

### Antiquité

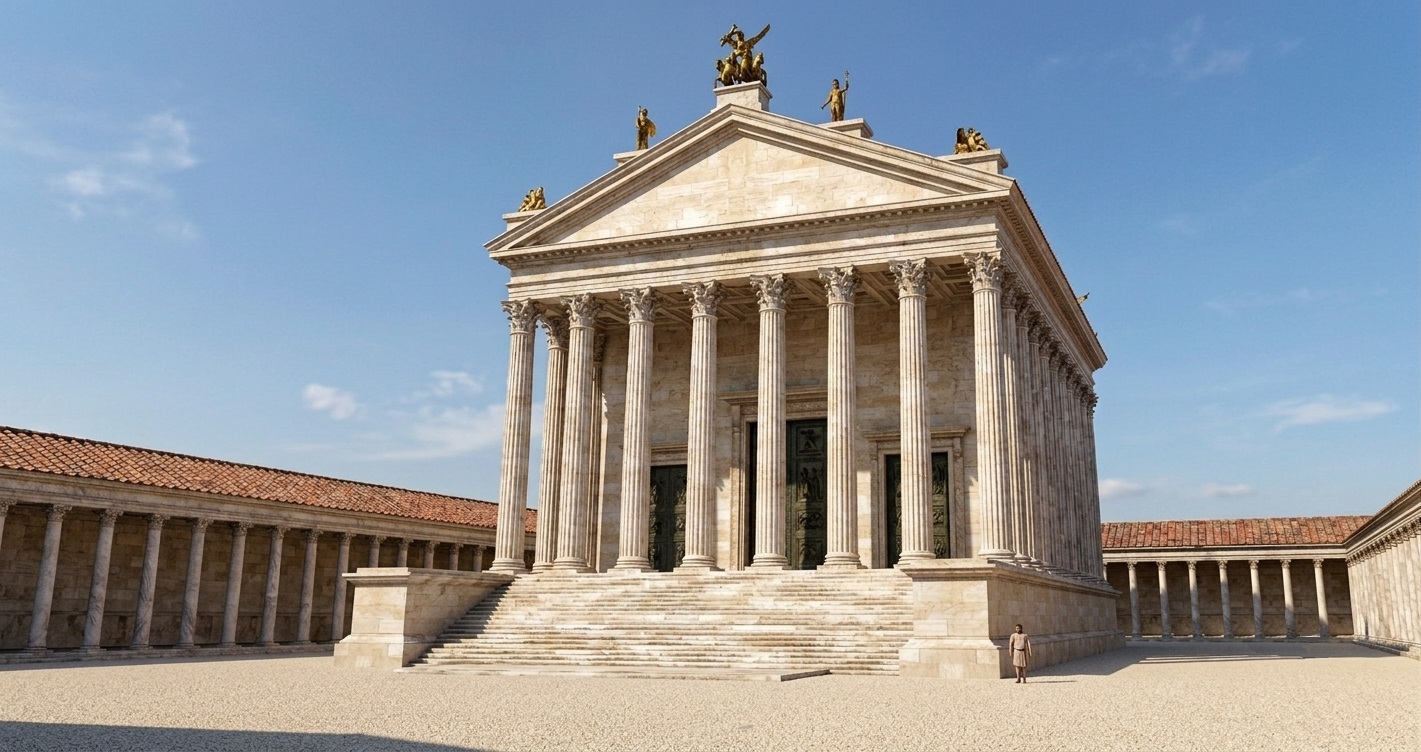
Restitution du temple du forum de Tolosa.

Au Ier siècle, la ville romaine de Tolosa s'organise autour de deux grands axes, le cardo maximus et le decumanus maximus. Le croisement de ces deux rues (coin nord de l'actuelle place de la Trinité), marque le centre de la ville. C'est au nord-est de ce croisement, à l'emplacement de l'actuelle place Étienne-Esquirol, que se trouve le forum, où l'on trouve les édifices importants de la vie sociale et civique. Ce forum est relativement vaste, puisqu'il s’étend entre le cardo maximus et un cardo secondaire. La construction des monuments du forum atteste du développement de Tolosa, du Ier siècle au milieu du IIIe siècle. La place centrale est entourée d'un portique de dix mètres de largeur, dont les colonnes sont en briques revêtues de plaques de marbre.
Au centre du forum, le grand temple, construit au Ier siècle, a des dimensions imposantes et est à l'époque un des plus grands temples de Gaule, avec 27 mètres de large et 35 mètres de long. C'est sans doute un capitolium, c'est-à-dire un temple dédié aux trois grandes divinités romaines : Jupiter, Junon et Minerve. Les fondations sont composées de blocs de molasse et de galets tirés de la Garonne, les murs sont en calcaire, tandis que la brique est utilisée pour parer l’intérieur du bâtiment. Le martyre de Saturnin, premier évêque de la cité toulousaine, se serait déroulé, d'après la Passion de saint Saturnin, texte chrétien du début du Ve siècle, sur les marches de ce temple en 250, lors des persécutions contre les chrétiens ordonnées par l'empereur Dèce.
À la fin de l'Antiquité, le christianisme s'impose progressivement, les cultes païens sont abandonnés et le grand temple est délaissé au cours du IVe siècle. Le forum et ses monuments servent de carrière de pierre. Au VIe siècle, sur les ruines du grand temple est élevée une église dédiée à l'apôtre Pierre.

### Moyen Âge
Au Moyen Âge, une petite place, du nom de « place Saint-Pierre-Saint-Géraud » ou « place de la Pierre-de-Saint-Pierre-Saint-Géraud », existe déjà, mais elle ne fait que 10 mètres de large et 26 mètres de long (face aux actuels no 9 et 11). Elle est pourtant une des importantes places commerçantes de la ville, au cœur du quartier des marchands. Elle se trouve d'ailleurs à proximité de la « Grand-rue » (actuelle rue des Changes) qui relie la place du Salin, au sud, à la Porterie et à l'abbaye Saint-Sernin au nord. Au XIIe siècle, on y tient un marché et un couvert abritant des mesures de pierre servant à mesurer les marchandises.
En 1203, les capitouls, qui ont acheté plusieurs maisons, dans le projet d'y installer leur maison commune, décident de réaménager la place, devenue trop petite. Elle est effectivement élargie, dans les premières années du XIIIe siècle, par la destruction des maisons qui la séparent de la rue des Changes, afin de construire une véritable halle, connue comme la halle de la Pierre. Il y a trois fois par semaine, les lundis, mercredis et vendredis, marché aux grains, principalement au blé. Les marchands de la halle occupent des loges, placées entre les piliers, et louées à un prix élevé. C'est le lieu de la ville le plus encombré de foule, de bêtes de somme et de charrettes, car à l'époque la moitié des Toulousains fait sa farine à domicile. Le commerce enrichit les nombreux marchands, qui accèdent parfois au capitoulat. Au XVe siècle est bâti l'hôtel de Gonil (emplacement des actuels no 1 et 3).
La halle est longée au nord par la rue Saint-Géraud (au devant des actuels no 2 à 8). La rue croise l'actuelle impasse Saint-Géraud, qui se prolonge alors, à l'est de la halle, jusqu'au no 11 de l'actuelle place Étienne-Esquirol. C'est là que se trouve l'église Saint-Pierre-Saint-Géraud, édifiée sur l'antique église Saint-Pierre du VIe siècle, une des plus anciennes de la ville, puisqu'elle est déjà connue par des textes du XIIe siècle. Elle est élevée au devant le no 10 de l'actuelle place Étienne-Esquirol : sa porte s'ouvrait dans la rue Saint-Géraud. Elle dépend alors de l'abbaye Saint-Géraud d'Aurillac dont l'abbé se fait construire, au XVe siècle, un hôtel à proximité (emplacement de l'actuel no 4). Comme ses revenus restent cependant faibles, l'église manque cruellement d'entretien et doit être réparée aux frais de la ville en 1343.
La halle est longée du côté sud, de la rue des Changes à l'impasse Saint-Géraud, par la rue Malcousinat-Vieil qui se continue à l'est par la rue de la Colombe jusqu'à la rue des Tourneurs. On y trouve plusieurs auberges, telle l'auberge de la Clef qui donne sur la rue Saint-Géraud (emplacement de l'actuel no 5) : c'était au XVe siècle une des auberges à enseignes privilégiées de Toulouse. En 1571, il déplace l'auberge dans un immeuble voisin (emplacement de l'actuel no 19), avec entrée sur la rue des Tourneurs. L'auberge de la Colombe, qui donne son nom à la rue de la Colombe, se trouve également non loin de la halle de la Pierre.

### Période moderne
En 1408, à la suite d'un incendie important qui ravage la rue des Changes et la place de la Pierre, la halle est reconstruite : elle a 45 mètres de long d'est en ouest et 25 mètres de large du nord au sud. Sa façade principale, sur la rue des Changes, repose sur grandes 4 arcades de pierre et sa toiture est soutenue par 25 piliers de bois. Après les incendies du 7 mai 1463 et du 20 mars 1523, extrêmement destructeurs dans le quartier de la Pierre, les maisons à pans de bois cèdent la place aux bâtiments en brique. L'ampleur des destructions permet aux élites locales de réunir de vastes emprises foncières pour faire bâtir leurs hôtels particuliers : au milieu du XVIe siècle, le capitoul Jean d'Astorg se fait construire un vaste hôtel particulier entre la rue des Changes et la rue Saint-Géraud, après en avoir racheté plusieurs immeubles contigus (emplacement des actuels no 2 et 4).
Mais l'église Saint-Géraud, qui a souffert des incendies, s'effondre en 1470. Elle est reconstruite sur l'ordre de l'évêque de Castres Jean d'Armagnac-Pardiac, abbé d'Aurillac. Un siècle plus tard, en 1574, la toiture menace de s'effondrer et doit être réparée. En 1594, une nouvelle campagne de travaux vise à restaurer l'édifice. En 1778, l'église, qui menace à nouveau ruine, est délaissée par Claude de Barral, évêque de Troyes et abbé d'Aurillac.
La tradition commerçante du quartier se poursuit. Les mesures de pierre de la halle sont régulièrement réparées ou remplacées. Au XVIe siècle, une horloge à cadran est installée dans la halle.

### Époque contemporaine

#### AuXIXesiècle
Pendant la Révolution française, la vieille église Saint-Géraud, déjà en mauvais état, est désaffectée et transformée en grenier à grains, pour n'être rendue au culte qu'en 1800. Mais à nouveau désaffectée en 1815, l'église est cédée à la ville, pour satisfaire aux projets d'agrandissement de la place, et détruite en 1846. De 1785 à 1844, la place est d'ailleurs progressivement agrandie par la démolition des maisons entre la halle de la Pierre et la rue des Tourneurs.

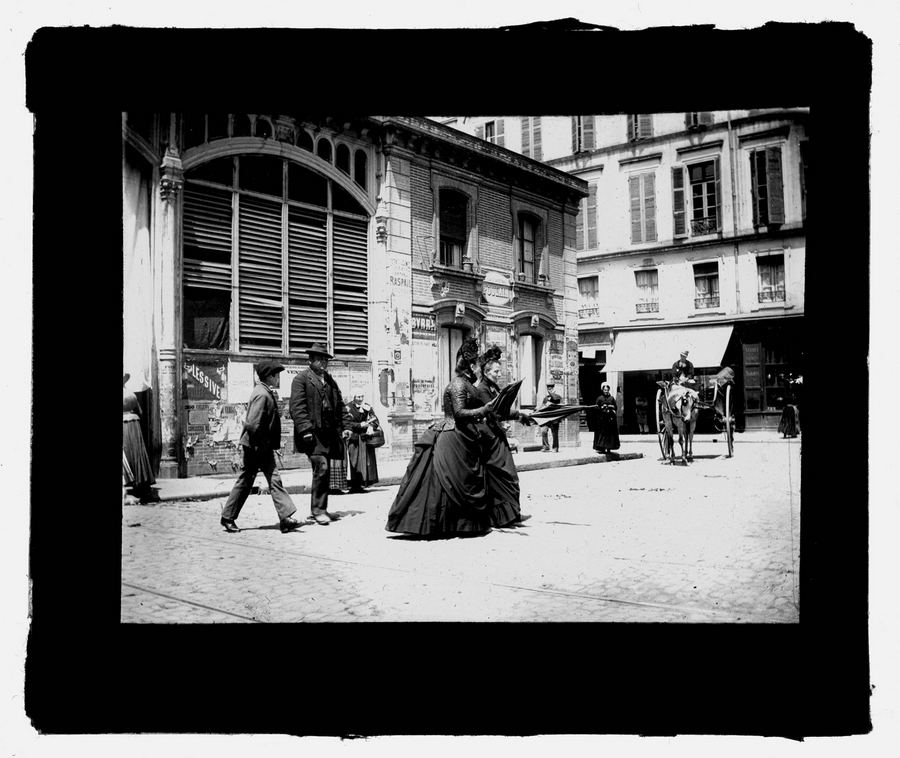
Vue du Marché couvert sur le côté est de la place, devant le no 14 (photographie sur verre de Georges Ancely, 1890).
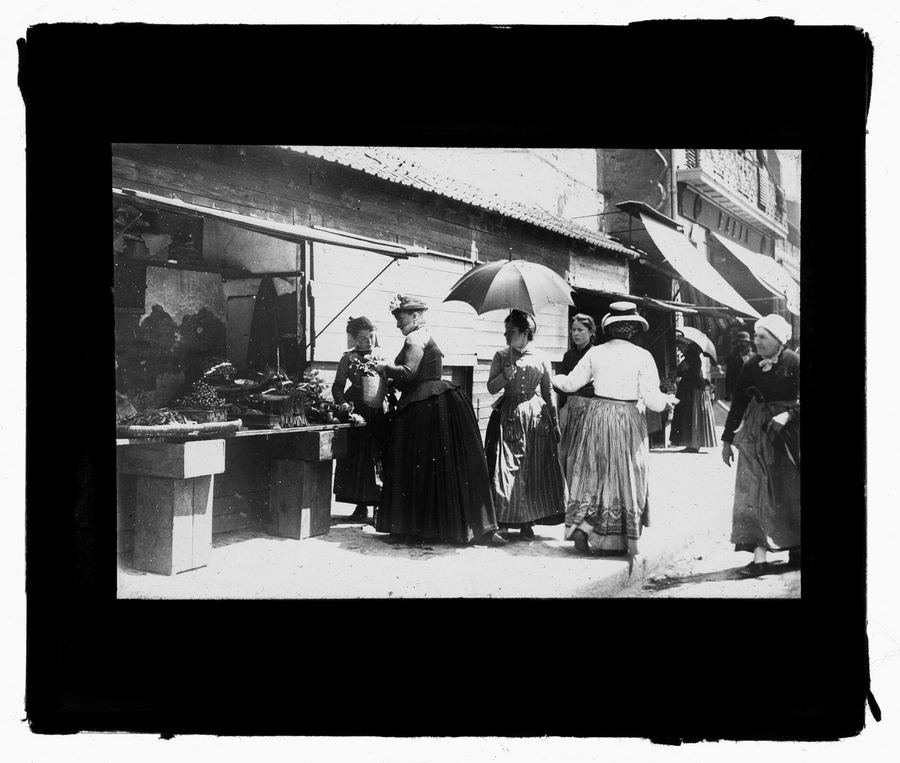
Étal de marchande de légumes devant le no 16 (photographie sur verre de Georges Ancely, 1894).
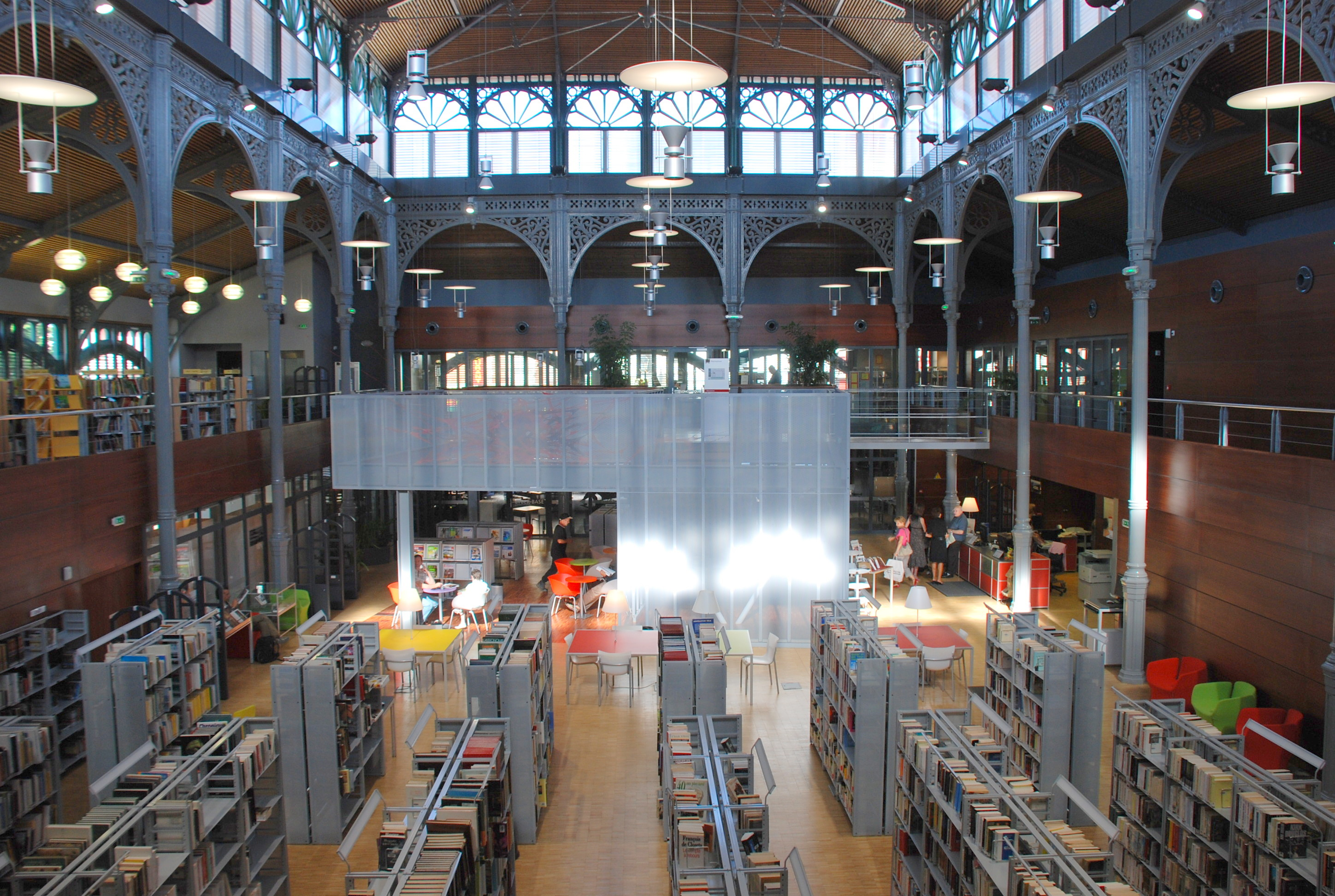
L'ancien Marché couvert, vendu à la ville de Lourdes.

Au XIXe siècle, les marchands de grain trouvent leur halle peu commode et trop éloignée du canal du Midi et du port Saint-Sauveur, par lequel arrive le blé du Lauragais. Les riverains, eux, se plaignent depuis longtemps des rats, du bruit et de l'encombrement. La halle de la Poissonnerie, rue Saint-Rome, est également considérée comme vétuste et doit être désaffectée. Les premiers travaux visent au transfert de la halle de la Poissonnerie sur de nouveaux bancs établis le long de la rue des Changes, face à la place de la Pierre, mais le projet est abandonné. En revanche, la municipalité décrète en 1860 le transfert de la vente du grain vers une nouvelle halle, place Dupuy, tandis que la halle de la Pierre est détruite en 1863. La place qui l'entourait est profondément réaménagée et agrandie : tous les immeubles qui bordent la rue Malcousinat-Vieil, tel l'hôtel de Gonil, sont détruits, afin de respecter le nouvel alignement des façades, tandis qu'au centre de la place s'élève un élégant marché couvert, inauguré le 15 octobre 1865. Preuve de l'importance commerciale que conserve le quartier, les premiers grands magasins de la ville, les Grands magasins Lapersonne, s'installent en 1868, sous l'impulsion d'Emmanuel Bourgeat, au sud de la rue Esquirol.
Quelques années plus tard, plusieurs maisons de la rue des Changes (anciens no 7 et 7 bis de cette rue) sont abattues afin d'ouvrir la place Étienne-Esquirol sur la « rue Transversale » (actuelle rue de Metz) qui est percée sur les plans de l'architecte Jacques-Jean Esquié entre 1869 et 1871. Mais dès 1871, on change le grand projet de percement toulousain, et on trace la rue Transversale à l'emplacement du Marché couvert. À la suite de l'ouverture de la halle Victor-Hugo en 1892, on se rend compte que le Marché couvert a perdu de son utilité : la même année, il est démonté et vendu à la ville de Lourdes.
Au nord de la place, les maisons étaient bordées par la rue Saint-Géraud, qui ne changea pas de nom jusqu'au XIXe siècle. Elle disparut à la suite de l'élargissement de la place Étienne-Esquirol au XIXe siècle. À l'est, l'impasse Saint-Géraud, qui subsiste encore aujourd'hui, n'a pas changé non plus de nom depuis le Moyen Âge, quoiqu'elle ait aussi porté le nom d'impasse de Palaminy au XVIIIe siècle, à cause de la présence de l'hôtel Palaminy au fond de l'impasse. Au sud, la rue qui reliait la place de la Pierre à la rue des Arts était appelée, au XIIIe siècle et au XIVe siècle, rue Bertrand-David, du nom d'un riche propriétaire,. On lui connaît aussi le nom de rue du Malcousinat-Vieil, ce qui peut être rapproché, selon Pierre Salies, des droits de malcousinat que prélevaient les autorités municipales sur la vente des cochons et de la volaille. Elle prit ensuite le nom de rue de la Colombe au XVe siècle, d'une auberge à l'enseigne de la Colombe (emplacement de l'actuel no 2 rue d'Alsace-Lorraine, au croisement de la rue de Metz). Elle fut rebaptisée rue de l'Arc-en-Ciel pendant la Révolution française, mais disparut elle aussi à la suite des travaux de percement de la place Esquirol et de la rue de Metz.

#### AuXXesiècle
Au tournant du XXe siècle, la place Étienne-Esquirol devient une des places les plus populaires de la ville. En 1905, Léon Sentenac fonde la brasserie Aux caves du Père Léon, à l'angle nord de la place et de la rue des Changes (actuel no 2). À la même époque, plusieurs cafés et bars animent la place, tels que l'Esquirol (actuel no 19) et l'Unic-Bar (actuel no 17), ouverts en 1933,, le Paris (actuel no 4), ouvert vers 1940, ou encore le Paddy (actuel no 14), faisant de la place un des lieux importants des soirées toulousaines. On trouve d'autres types de commerce, comme Midica, enseigne spécialisée dans les caoutchoucs ouverte par Marcel Garrigou, qui se diversifie ensuite pour proposer tous types d'articles pour la maison et s'installe en 1956 dans les locaux des anciens Grands magasins Lapersonne, fermés après avoir brûlé en février 1934. La municipalité s'occupe également d'embellir la place et en 1931, les kiosques en bois des marchands de journaux et de fleurs sont remplacés par des kiosques Art déco en béton.
La place reste également un important carrefour et un important lieu de passage. À la suite des travaux de piétonnisation, qui touchent les rues voisines des Changes en 1974, puis des Tourneurs dans les années 1990, un parking est creusé sous la place et ouvert au public en 1993. L'ouverture de la station de métro Esquirol, mise en service la même année, couplée au passage de nombreuses lignes de bus, renforce l'attractivité de la place : ce sont pas moins de 80 000 à 100 000 personnes qui l'empruntent chaque jour. Les fouilles de 1990, menées par Raphaël de Filipo, mettent en évidence la présence dès le premier siècle de notre ère d’un forum antique mais aussi du cardo maximus de la ville. Ce dernier est attesté par la redécouverte de la chaussée d’origine et des réfections ultérieures, un grand égout de la première décennie de notre ère a par ailleurs été retrouvé sous la chaussée. En 1993, les fouilles préventives lors de la construction d’un parking pour Vinci poursuivent la redécouverte du secteur du forum antique, ce qui aboutit en 2004 sur un sondage.

#### AuXXIesiècle
Dans les années 2000, la place évolue. Les enseignes de téléphonie se font plus nombreuses, tandis que les autres commerces reculent. Entre 2022 et 2023, la place bénéficie d'un nouveau réaménagement : alors que la place a perdu son rôle de pôle multimodal majeur, à la suite de l'abandon progressif du terminus des bus du cours Dillon, et afin d'accompagner la croissance des circulations douces, une piste cyclable est aménagée au centre de la place,.

## Patrimoine et lieux d'intérêt
- no  2 : immeuble ; Le Père Léon. 
L'immeuble se composait à l'origine de trois bâtiments, réunis au XIXe siècle. Le bâtiment de gauche, à l'angle de la rue des Changes, est construit au XVIIe siècle et s'élevait sur six niveaux (rez-de-chaussée, entresol et quatre étages). Il était ouvert, au dernier étage, par des mirandes[38]. En 1905, c'est là que Léon Sentenac ouvre un dépôt de vin, Aux Caves du Père Léon, devenu par la suite une brasserie, une boîte de nuit et un hôtel. En 2010, les étages sont entièrement démolis, tandis qu'une construction nouvelle est élevée en 2013.

- no  3 : immeuble Perry.  Patrimoine XXe siècle (2017)[39]. 
 Le magasin Perry, une entreprise toulousaine de lingerie, est construit entre 1965 et 1968 sur les plans de l'architecte Bernard Bachelot, entre la place Étienne-Esquirol et la place de la Trinité (actuel no 3). Sur la première, la façade qui s'élève sur cinq étages est symétrique, animée par un jeu de travée simple et de travées doubles décalées selon les niveaux. Elle est habillée de plaques de marbre rose de Vérone lisses ou striées, dont la couleur évoque la brique toulousaine[40],[41].

- no  6 : immeuble en corondage. 
L'immeuble est peut-être construit à la fin du XVe siècle ou au siècle suivant. Il s'élevait sur deux étages et un niveau de comble ouvert. Le pan de bois est à grille et à décharge. Le hourdis de brique a été complètement enlevé lors d'un réaménagement de l'immeuble en 2003. Entre la fin du mois de juillet 1944 et la Libération de Toulouse, quelques semaines plus tard, la Milice y installa son siège.

- no  13 : Grands magasins Lapersonne ; magasin Midica (façade construite en 1871).

## Personnalité
- Jean-Étienne Esquirol (1787-1840) : médecin aliéniste, médecin-chef de l'asile de Charenton (actuel hôpital Esquirol, Saint-Maurice), il était le fils de Jean-Baptiste Esquirol, négociant et prieur de la bourse des marchands, et naquit dans un immeuble à l'emplacement de l'actuel no 9.